# Electrophaes fulgidaria
Electrophaes fulgidaria là một loài bướm đêm trong họ Geometridae.